# Harold Pinter
Harold Pinter (London, 1930. október 10. – London, 2008. december 24.) Irodalmi Nobel-díjas angol drámaíró, költő, forgatókönyvíró, színész, rendező, polgárjogi aktivista. Pályája kezdetén Harold Pinta álnéven írt, és mint színész, David Baron néven szerepelt. A második világháborút követő drámaíró nemzedék egyik nemzetközileg is legismertebb képviselője. Jelentősebb művei: "A gondnok", "Az étellift", "Árulás" és a "Holdfény" című drámák.

## Életrajz

### Ifjúsága és korai művei
Harold Pinter London munkásnegyedében, Hackney-ban született. Szülei Angliában született, lengyel származású zsidók voltak. Édesanyjával jó volt a kapcsolata, szabó foglalkozású apjával azonban már kevésbé. Tanulmányait a Downs Grammar School-ban kezdte Hackney-ban, ahol az iskolai előadásokban is játszott. Érdeklődését korán felkeltette a költészet és általában az irodalom (mint például Franz Kafka és Ernest Hemingway művei). Továbbtanulásban két boldogtalan évet követően otthagyta a londoni Royal Academy of Dramatic Art-ot.
A második világháború kitörése után Pinter családja Cornwallba menekült, ami traumát okozott a fiatal Haroldnak. A háborút követően visszatértek Londonba. London bombázásának élménye soha nem múló emlékké vált számára. Harold Pinter a második világháborút követő drámaíró nemzedék egyik nemzetközileg is legismertebb képviselője. Darabjainak ismertetőjegyei a megnevezhetetlen veszély, a feszültségnövelő csönd, az erotikus fantázia, a megszállottság és a féltékenység. Saját bevallása szerint a klasszikus zene és a jazz egyaránt hatott művészetére, írás közben folyamatosan „érzi” a zene értelmét.
1949-ben megtagadta a katonai szolgálatot, amiért perbe fogták. A bírósági tárgyalások alkalmával mindig magával vitte fogkeféjét arra az esetre, ha esetleg bebörtönzik. Végül a bíró együttérzésének köszönhetően 30 fontra megbírságolták, amelyet apja nehezen ugyan, de kifizetett, a börtönt viszont sikerült elkerülnie.
1950-ben publikálta első verseit Harold Pinta néven. Részmunkaidős színészként a BBC Rádiónak kezdett dolgozni. Rövid ideig a Central School of Speech and Drama hallgatója volt, majd 1951-52-ben egy Shakespeare-társulattal Írországban lépett fel. Az 1953-54-es szezont a Donald Wolfit Társulattal, a King's Theatre-ban töltötte Hammersmith-ben.
Első darabját, "A szoba" (The Room) címűt 1957-ben mindössze négy nap alatt írta a Bristoli Egyetem Dráma Tanszékének. Első egész estét betöltő darabja "A születésnap" (The Birthday Party) című dráma volt 1957-ben, melynek ősbemutatója szintén a Bristoli Egyetemen volt, majd egy évvel később előadták a West Enden is. Pinter első hangjátékát a BBC sugározta 1959-ben "Egy csöppnyi fájdalom" (A Slight Ache) címmel.
A kritikusok nem fogadták kitörő lelkesedéssel Pinter első munkáit. A drámaíró néhány évtizeddel később egy interjúban azt nyilatkozta, hogy „Nincs szükségünk arra, hogy a kritikusok megmondják a közönségnek, hogy mit kell gondolniuk”.

### Dicsőség és világhír
Pinter jelentősebb művei gyakran egyetlen erőteljes vizuális képből indulnak ki; mint például egy egyágyas szoba, amelynek bérlőit ismeretlen erők vagy emberek fenyegetik, és amely fenyegetés pontos okait sem a szereplők, sem a nézők nem tudják kideríteni. A szereplők tetteit a túlélésért vívott harcuk határozza meg. A nyelvet nem csak mint a gondolatok kifejezésének eszközét használják, de fegyverként is. A szavak mögött félelem rejtőzik, a csendjük a félelem, a harag és az uralom csöndje, félelem a meghittségtől, a valóságos érzelmek és gondolatok feltárásától.
Martin Esslin azt mondta Harold Pinter írásmódjáról, hogy „...a szereplők a lehető legsilányabb és legalacsonyabb színvonalú angol nyelven beszélnek, amely színpadról valaha elhangzott”.
1956-ban feleségül vette Vivien Merchant színésznőt, akivel egy ideig a Notting Hill Gate nyomornegyedében éltek. Miután Pinternek sikerült kölcsönt felvennie, tűrhetőbb lakásba költöztek. 1966-ban egy interjúban Pinter azt nyilatkozta, hogy ő ugyan soha nem írt senkinek konkrét szerepet (így magának sem), feleségével több darabban is játszottak együtt.
Világhírnevét az 1959-ben íródott és egy évvel később megjelent, több nyelvre lefordított és Magyarországon is többször bemutatott "A gondnok" (The Caretaker) című drámával szerezte. A darab a düsseldorfi bemutatón megbukott; a nézők kifütyülték, de Pinter neve ismertté vált.
Az 1965-ös "Hazatérők" (Homecoming) Pinter talán legrejtélyesebb darabja. A mű több díjat is nyert Angliában és az Egyesült Államokban. Ezt követte a motívumaiban hasonló "Tájkép" (Landscape) és a "Csönd" (Silence), mindkettő 1969-ben. 1971-ben született a "Régi idők" (Old Times), melynek kulcsmondata: „Normális, mi a normális?”. "A hazatérők" (Homecoming) megírása után Pinter a következőket mondta: „...nem tudnék továbbra is egy olyan szobában maradni, ahol egy csomó ember nyitogatja az ajtót és sétál ki-be”.
Pinter több darabot is írt a brit televíziónak és rádiónak. Az 1960-as és 1970-es években több saját darabját is megrendezte. Az "Árulás" (Betrayal) 1978-as megírásától egészen a "Holdfény" (Moonlight) bemutatásáig. Az 1982-ben íródott A kind of Alaska című művét Oliver Sack Awakenings című 1973-as alkotása inspirálta. 1977-ben Marcel Proust "Az eltűnt idő nyomában" című művéből készített forgatókönyvet. Szoros barátságot kötött Peter Hall rendezővel, majd elnyerte a National Theatre társigazgatói posztját. John Fowles A francia hadnagy szeretője (The French Lieutenant's Woman) regénye alapján 1980-ban elkészítette a regény címével azonos című film forgatókönyvét, amelyet 1982-ben Oscar-díjra jelöltek.
1980-ban elvált Vivientől, majd újra megházasodott, ekkor az életrajzíró Lady Antonia Frasert vette feleségül. Vivien Merchant 1982-ben meghalt. A válást követően Pinter és fia, az író és rendező Daniel között a kapcsolat megromlott.
Az 1990-es években Pinter a drámaírást némileg elhanyagolta, a rendezést helyezve előtérbe. Rendezte többek között David Mamet Oleanna című darabját és Simon Gray több művét is. Saját műveiért az évek folyamán számos díjban részesült Angliában, az Amerikai Egyesült Államokban és Németországban. 1996-ban munkásságáért elnyerte a Laurence Olivier-díjat.
2002 januárjában Pinternél gégerákot diagnosztizáltak, melyet sikeresen kezeltek. Ugyanebben az évben az brit királynő lovaggá ütötte. 2005-ben elnyerte az irodalmi Nobel-díjat. Horace Engdahl, a Svéd Akadémia elnökének indoklása szerint: „színdarabjaiban feltárta a hétköznapok fecsegése alatt tátongó mélységeket, és behatolt az elnyomott érzelmek és gondolatok zárt térségeibe”.

### Politikai szerepvállalás
1973 óta művészi elhivatottsága mellett aktív polgárjogi harcos is volt, noha gondolatai gyakran ellentmondtak egymásnak. Ilyen irányú véleményének Salvador Allende chilei elnök uralmának megdöntését követően adott először hangot. Az 1999-es koszovói válság idején Pinter elítélte a NATO beavatkozását és azt mondta, ez csak súlyosbítani fogja a nyomorúságot és a rémületet, míg végül az ország elpusztul. 2001-ben csatlakozott a Slobodan Milošević védelmében alakult nemzetközi bizottsághoz, melynek tagja volt többek között Ramsey Clark, korábbi amerikai igazságügyi miniszter is. Miloševićet letartóztatták és az ENSZ háborús törvényszéke elé állították.
2002 novemberében beszédet tartott az angol parlament alsóházában, melyben állást foglalt az Irak elleni úgynevezett „megelőző háborúról”. Bush a következőket mondta: „Nem fogjuk megengedni, hogy a világ legrosszabb vezetőinek kezében a világ legszörnyűbb fegyverei legyenek”. „Helyes” – mondta Pinter. „De nézz a tükörbe, haver. Te vagy az.”
Háborúellenességének adott hangot a 2003-ban megjelent Háború: Nyolc vers és egy beszéd című verseskötetében is. 2005 februárjában – a Nobel-díj elnyerésének évében – Pinter bejelentette, hogy felhagy a drámaírással. „Írtam 29 darabot – nyilatkozta. – Ez nem elég?”

## Válogatott művei

### Drámák
- A szoba/The Room (1957)
- A születésnap/The Birthday Party (1957)
- Az étellift/The Dumb Waiter (1957?, 1960?)
- Egy kis fájdalom/A Slight Ache (1958)
- A melegház/The Hothouse (1958)
- A gondnok/The Caretaker (1959)
- A Night Out (1959)
- Esti iskola/Night School (1960)
- A törpék/The Dwarfs (1960 – saját regényéből íródott)
- A gyűjtemény/The Collection (1961)
- A szerető/The Lover (1962)
- Teadélután/Tea Party (1964)
- Hazatérés / The Homecoming (1964)
- The Basement (1966)
- Tájkép/Landscape (1967)
- Csönd/Silence (1968)
- Régi idők/Old Times (1970)
- Monológ/Monologue (1972)
- Senkiföldje/No Man's Land (1974)
- Árulás/Betrayal (1978)
- Családi hangok/Family Voices (1980)
- Afféle Alaszka/A Kind of Alaska (1982)
- Victoria állomás/Victoria Station (1982)
- One for the Road (1984)
- A hegylakók nyelve/Mountain Language (1988)
- Estélyi órán/Party Time (1991)
- Holdfény/Moonlight (1993)
- Porrá leszel/Ashes to Ashes (1996)
- Ünnep/Celebration (1999)
- Remembrance of Things Past (2000) [A Proust forgatókönyv színpadi adaptációja, melyet Di Trevis-szel közösen írt.]

### Forgatókönyvek
- A gondnok/The Caretaker (1963)
- A szolga/The Servant (1963 R. Maugham regényéből)
- A tökevők/The Pumpkin Eaters (1963 P. Mortimer regényéből)
- Baleset/Accident (1966 N. Mosley regényéből)
- A születésnap/The Birthday Party (1967)
- The Go-Between (1969 L. P. Hartley regényéből)
- Hazatérés/The Homecoming (1969)
- A Proust forgatókönyv/The Proust Screenplay (1972 B. Bray-jel és J. Losey-val közösen)
- The Last Tycoon (1974 F. Scott Fitzgerald regényéből)
- A francia hadnagy szeretője/The French Lieutenant's Woman (1980 J. Fowles regényéből)
- Árulás/Betrayal (1981)
- Győzelem/Victory (1982 J. Conrad regényéből)
- A szolgálólány meséje/The Handmaid's Tale (1987 M. Atwood regényéből)
- Összejövetel/Reunion (1988 Fred Uhlman regényéből)
- A nap melege/Heat of the Day (1988 E. Bowen regényének televíziós adaptációja)
- Az idegenek kényelme/Comfort of Strangers (1989 I. McEwan regényéből)
- A per/The Trial (1993 F. Kafka regényéből)
- Lolita (1994. Filmváltozata 1997-ben készült el)
- The Dreaming Child (1997)
- Lear király tragédiája/The Tragedy of King Lear (2000)
- Mesterdetektív/Sleuth (2007 Anthony Shaffer színdarabjából)

### Filmrendezés
- Party Time (1992)
- Performance (1 epizód – Landscape)
- The Hothouse (1982)
- The Rear Column (1980)
- Butley (1974)

### Versek
- Költemények/Poems (1971)
- Versek és próza 1949-1977/Poems and Prose 1949-1977 (1978)
- Különféle hangok: Vers, próza, politikai írások 1948-1998/Various Voices: Poetry, Prose, Politics, 1948-1998 (1998)
- Az elveszett és más költemények/The Disappeared and Other Poems (2002)
- Háború: Nyolc vers és egy beszéd/War: Eight Poems and One Speech (2003)

## Magyar kiadások
- Mai angol drámák. – Bp.: Európa, 1965 (Utószó: Mihályi Gábor) Pinter: A gondnok
- A játszma vége (Modern egyfelvonásosok) – Bp.: Európa, 1969 (Vál. és utószó: Osztovits Levente) Pinter: Az étellift
- Az édes élet (filmforgatókönyvek) – Bp.: Gondolat, 1970 (Vál. és utószó: Nemeskürty István) Pinter: Tom Jones (forgatókönyv Henry Fielding regényéből).
- Drámák. – Bp.: Európa, 1975 (vál., utószó Osztovits Levente) Tartalom: A születésnap; Az étellift; A gondnok; A szerető; Teadélután; Hazatérés; Tájkép; Csönd; Régi idők
- Csataszimfónia (Külföldi hangjátékok) – Bp.: Európa, 1979. Pinter: Egy kis fájdalom
- A születésnap; ford. Bányay Géza, rend. Paál István; Szigligeti Színház–Verseghy Ferenc Megyei Könyvtár, Szolnok, 1980
- Senkiföldje; ford. Bátki Mihály; in: Színház, 1980/szept.
- A melegház (dráma) – Nagyvilág 1981/4.
- Árulás / Senkiföldje; ford. Bátki Mihály; Európa, Bp., 1982 (Modern könyvtár)
- Afféle Alaszka (dráma) – Nagyvilág 1984/1.
- A hegylakók nyelve (dráma) – Nagyvilág 1989/4.
- A törpék (regényrészlet) – Nagyvilág 1991/4.
- Estélyi órán (dráma) – Nagyvilág 1991/12.
- Holdfény (Öt mai angol dráma) – Bp.: Európa, 1995 (Vál. és az utószót írta Giles Croft és Upor László) – Pinter: Holdfény
- Drámák. – Bp.: Európa, 2000 (Vál. és szerk. Upor László) Tartalom: Az étellift; A születésnap; A gondnok; Hazatérés; A csönd; Senkiföldje; Árulás; A melegház; Porrá leszel
- A kopasz énekesnő (Hat modern dráma) – Bp.: Európa, 2000 (Vál., szerk., a jegyzeteket összeáll. Ruttkay Zsófia) – Pinter: A gondnok
- Isten áldja Amerikát (vers) – Népszabadság, 2003. február 15.
- Drámák. – Bp.: Európa, 2005 (Vál. és szerk. Upor László) Tartalom: Az étellift; A születésnap; A gondnok; Hazatérés; Csönd; Senkiföldje; Árulás; A melegház; Porrá leszel
- Törpék (regény) – Bp.: Metropolis Media, 2011. ISBN 9789639828766 (Irodalmi Nobel-díjasok könyvtára, 14.) (Ford. Kolonics Gabriella)

### Önálló magyar kötetek
- Hazatérés. Bemutatta a Színházi Páholyok Társasága 1997. szeptember 8-án a József Attila Színházban; Színházi Páholyok Társasága, Bp., 1997
- Drámák (A születésnap; Az étellift; A gondnok; A szerető; Teadélután; Hazatérés; Tájkép; Csönd; Régi idők); Európa, Bp., 1975 (Drámák)
- Árulás. Drámák (Árulás, Senkiföldje); Európa, Bp., 1982 (Modern könyvtár)
- Drámák (Az étellift; A születésnap; A gondnok; Hazatérés; Csönd; Senkifölde; Árulás; A melegház; Porrá leszel); Európa, Bp., 2000 (Drámák)
- Törpék (regény); ford. Kolonics Gabriella; Metropolis Media, Budapest, 2011 (Irodalmi Nobel-díjasok könyvtára)